# Prudnickie Zakłady Obuwia „Primus”
Prudnickie Zakłady Obuwia „Primus” sp. z o.o. – przedsiębiorstwo, które zajmowało się produkcją obuwia w latach 1945–2004. Był to drugi największy pracodawca w Prudniku. W latach świetności zakładów pracowało w nich ponad 1700 osób.

## Historia

### Obuwnictwo w Prudniku przed II wojną światową
Pierwsze zmechanizowane zakłady produkujące buty w Prudniku zostały założone w latach 1857 i 1861 przez Johanna Hanela i Josepha Bösela. Do końca XIX wieku powstało w mieście jeszcze siedem fabryk obuwia, a Prudnik był obok Pirmasens i Borne czołowym ośrodkiem produkcji obuwia w Niemczech. Nie doszło do lokalnej koncentracji zakładów obuwia. W 1895 prudnickie przemysł i rzemiosło obuwnicze zatrudniały ponad 2700 osób. Miejscowy przemysł obuwniczy podupadł na początku XX wieku.

### Polska Ludowa (1945–1989)
Po zakończeniu II wojny światowej i przejęciu Prudnika przez administrację polską, w 1945 miejscowe zakłady obuwnicze zostały połączone w jedno przedsiębiorstwo z trzema wytwórniami, 19 lipca 1945 podporządkowane Bytomskiemu Zjednoczeniu Przemysłu Skórzanego. Przyjęło nazwę Państwowe Zjednoczone Fabryki Obuwia, a jego dyrektorem został Makowski. Do produkcji przystąpiono we wrześniu 1945. Według wydania gazety „Głos Prądnika” z 1946, znajdująca się przy ul. Traugutta 12 wytwórnia nr 3, zatrudniająca 29 Polaków i 1 Niemca, produkowała 50 par obuwia dziennie. Rozdzielano je m.in. między dzieci uczęszczające do placówek szkolnych na terenie powiatu prudnickiego.

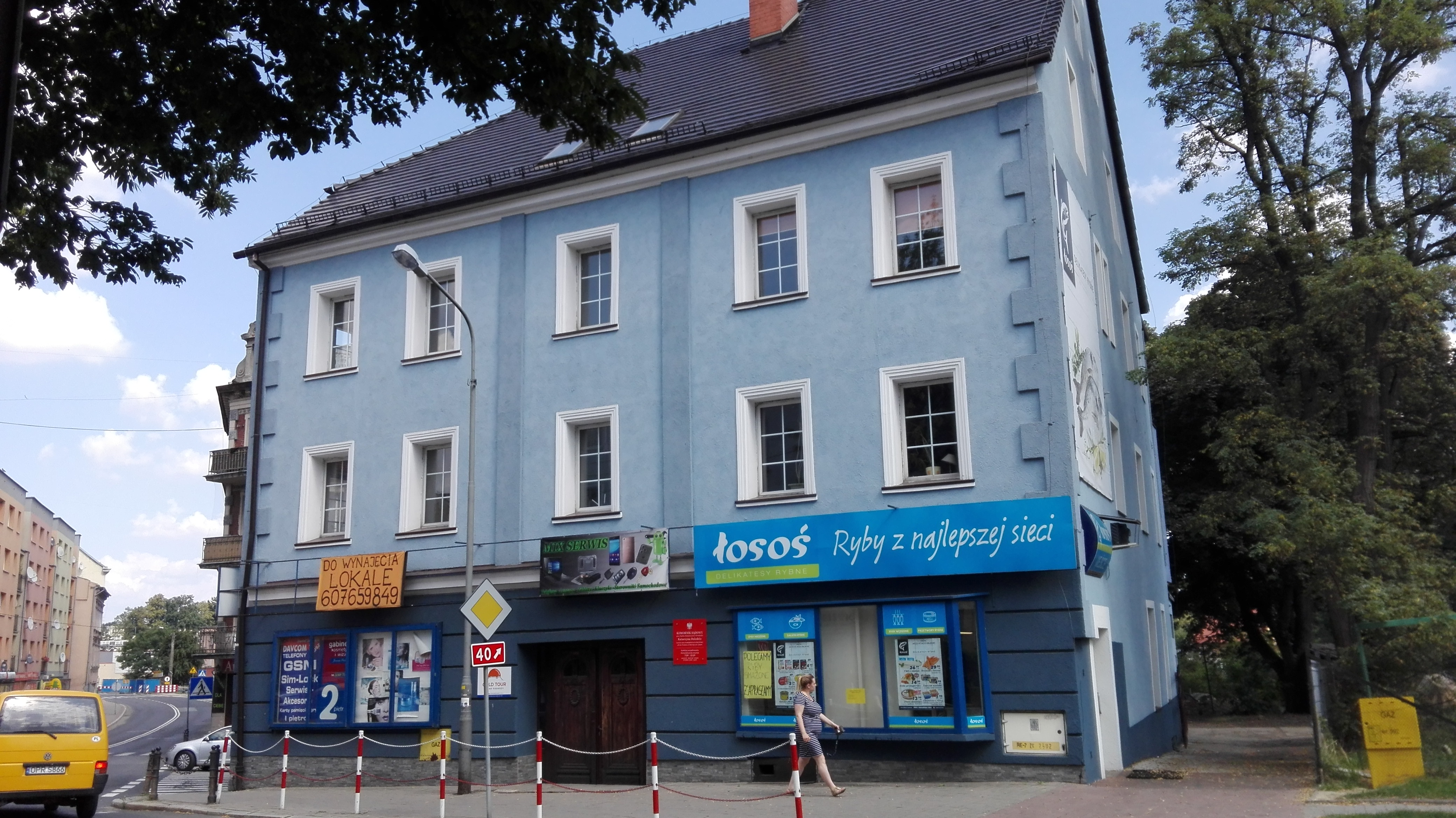
Budynek, w którym mieściło się zakładowe przedszkole

W 1949 cała produkcja została przeniesiona do zakładu przy ul. Batorego 12. Była to tzw. „dzielnica przemysłowo-składowa”, usytuowana na południowy wschód od centrum miasta, nad rzeką Prudnik. W budynku przy ul. Batorego 12a istniało zakładowe przedszkole i żłobek przeznaczone dla dzieci pracowników fabryki. Od 1952 fabryka stanowiła odrębną jednostkę pod nazwą Prudnickie Zakłady Obuwia. W latach 1950–1953 przy fabryce działał klub sportowy Zjednoczenie Prudnik z sekcją piłki nożnej. Ostatecznie doszło do fuzji Zjednoczenia z Pogonią Prudnik. W latach 1953–1957 zakład powiększył się o murowane i drewniane magazyny, portiernię i łaźnię. W 1957 zatrudniał 319 pracowników.
20 lipca 1964 w zakładzie zawiązało się Ognisko Towarzystwa Krzewienia Kultury Fizycznej „Obuwnik”, uprawiające m.in. łucznictwo i grę w tenisa. W 1970 zostało przekształcone w Zakładowy Klub Sportowy. Sekcja łucznicza klubu istnieje do czasów współczesnych jako KS Obuwnik Prudnik. Z inicjatywy kierownictwa zakładu utworzono tor łuczniczy na terenie zasypanego Stawu Dolnomłyńskiego przy ul. Łuczniczej. Zbudowano wówczas również hotel dla pracowników.

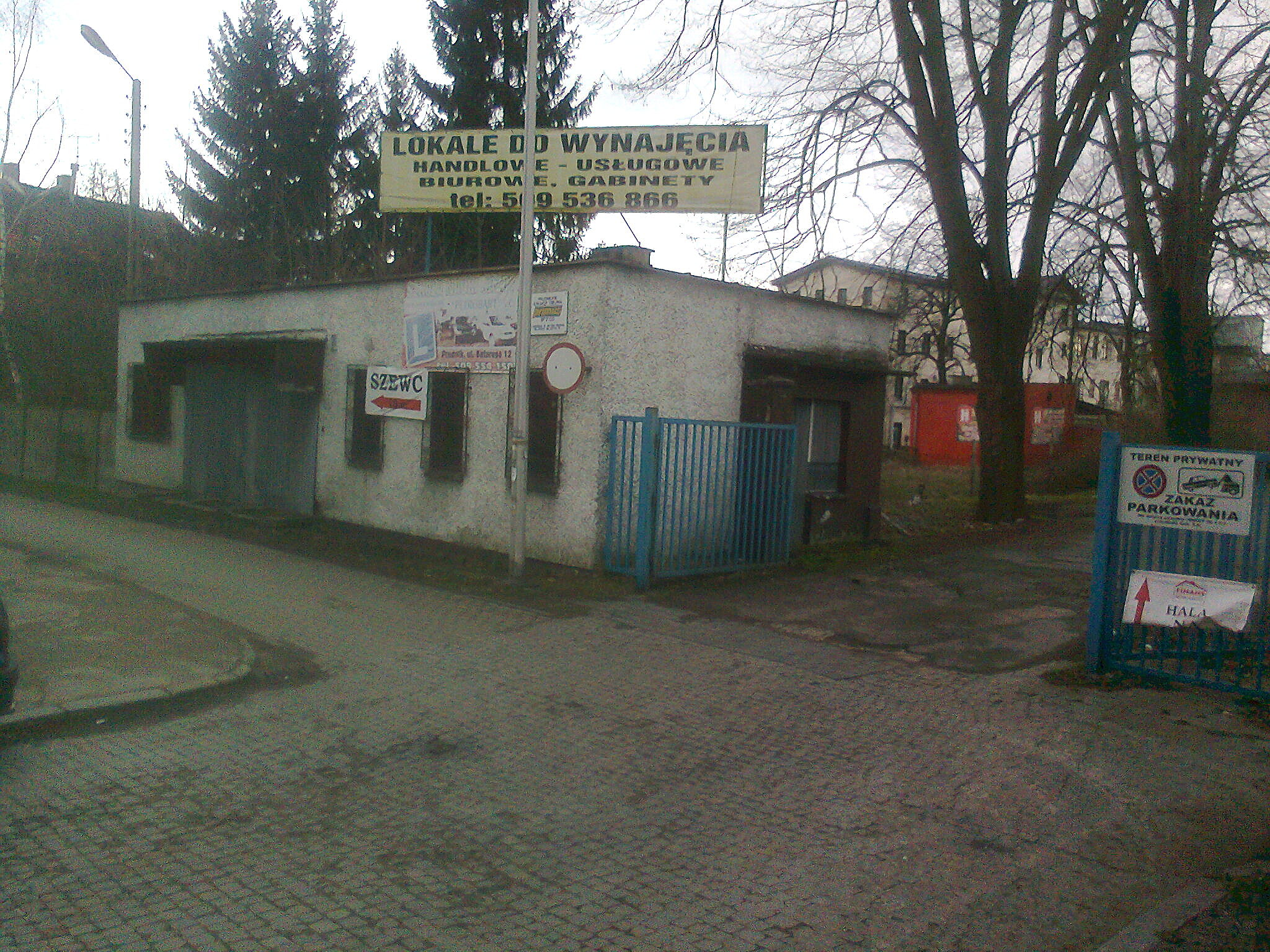
Brama wjazdowa do zakładu przy ul. Batorego (2015)

Zakład został włączony do Śląskich Zakładów Przemysłu Skórzanego „Otmęt” w Krapkowicach. W 1974 w fabryce pracowało 1740 osób, co czyniło ją drugim po Zakładach Przemysłu Bawełnianego „Frotex” największym pracodawcą w mieście. 13 grudnia 1981 sztandar „Solidarności” z Zakładów Obuwniczych „Primus” uczestniczył w uroczystości poświęcenia sztandaru Komisji Zakładowej NSZZ „S” ZPB „Frotex” i tablicy upamiętniającej stoczniowców zabitych w grudniu 1970.

### III Rzeczpospolita (1989–2004)

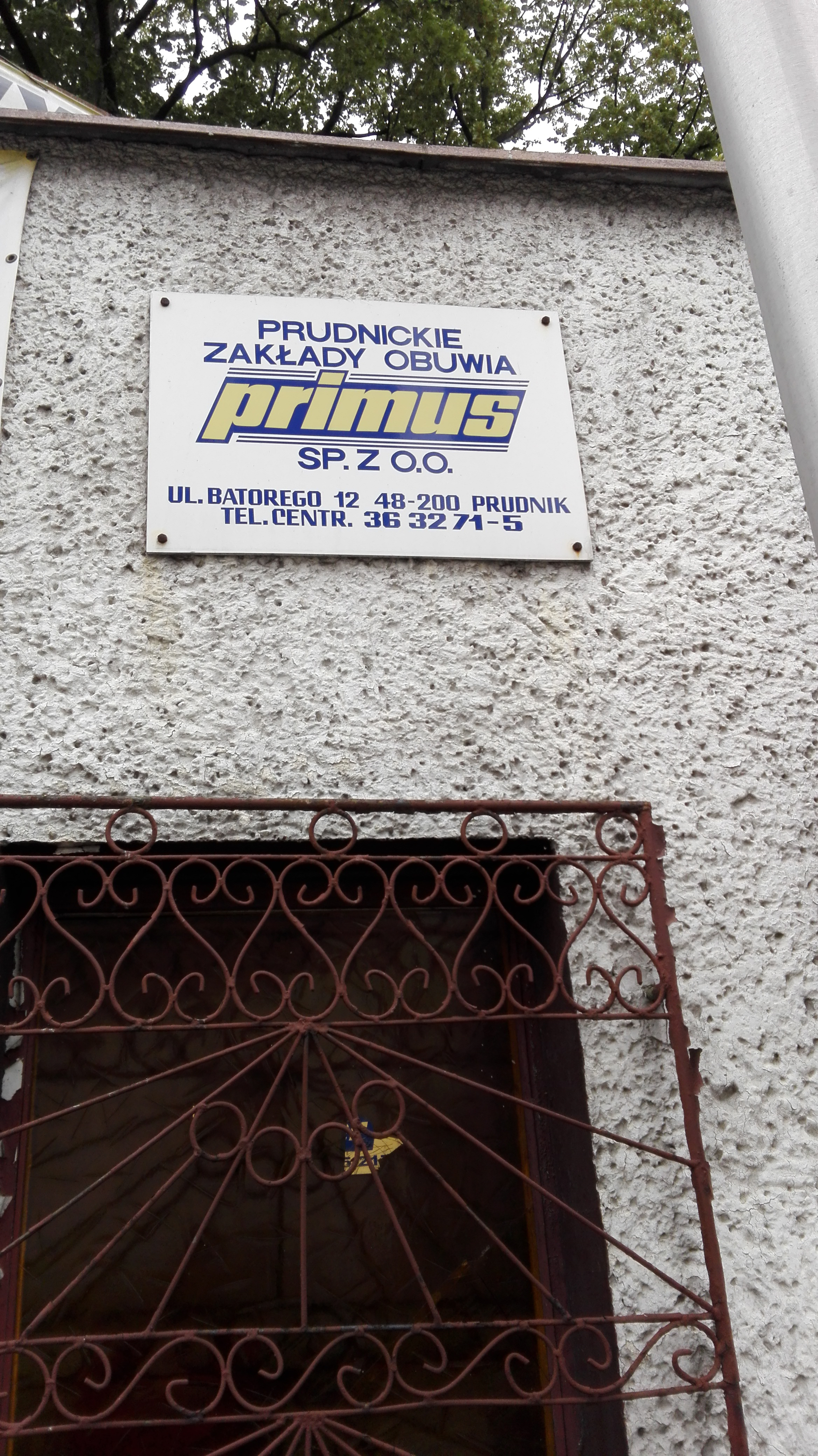
Tabliczka z nazwą sprywatyzowanej spółki

Przemiany ustrojowe zapoczątkowane w latach 1989–1990 wpłynęły negatywnie na funkcjonowanie zakładu. W połowie lat 90. XX wieku zatrudniał 650 osób. Konsekwencją konkurencji z tanimi produktami importowanymi z Azji były narastające długi oraz spadek produkcji w „Primusie”. Zakład został podtopiony podczas powodzi tysiąclecia w lipcu 1997.
Na bazie należącego do Skarbu Państwa zakładu obuwniczego „Primus” gmina Prudnik utworzyła w sierpniu 2002 spółkę Prudnickie Zakłady Obuwia „Primus”. Jej pierwszym szefem został Grzegorz Świeży. Zakład nadal borykał się z problemami finansowymi. 27 stycznia 2004 prezes Maciej Markowski złożył do Sądu Gospodarczego w Opolu wniosek o upadłość PZO „Primus”, a następnego dnia zrezygnował ze stanowiska prezesa. 23 lutego 2004 pracownicy zakładu rozpoczęli strajk ostrzegawczy, domagając się zaległych wypłat. Długi obu spółek obuwniczych wyniosły blisko 8 milionów zł.

### Po likwidacji (od 2004)

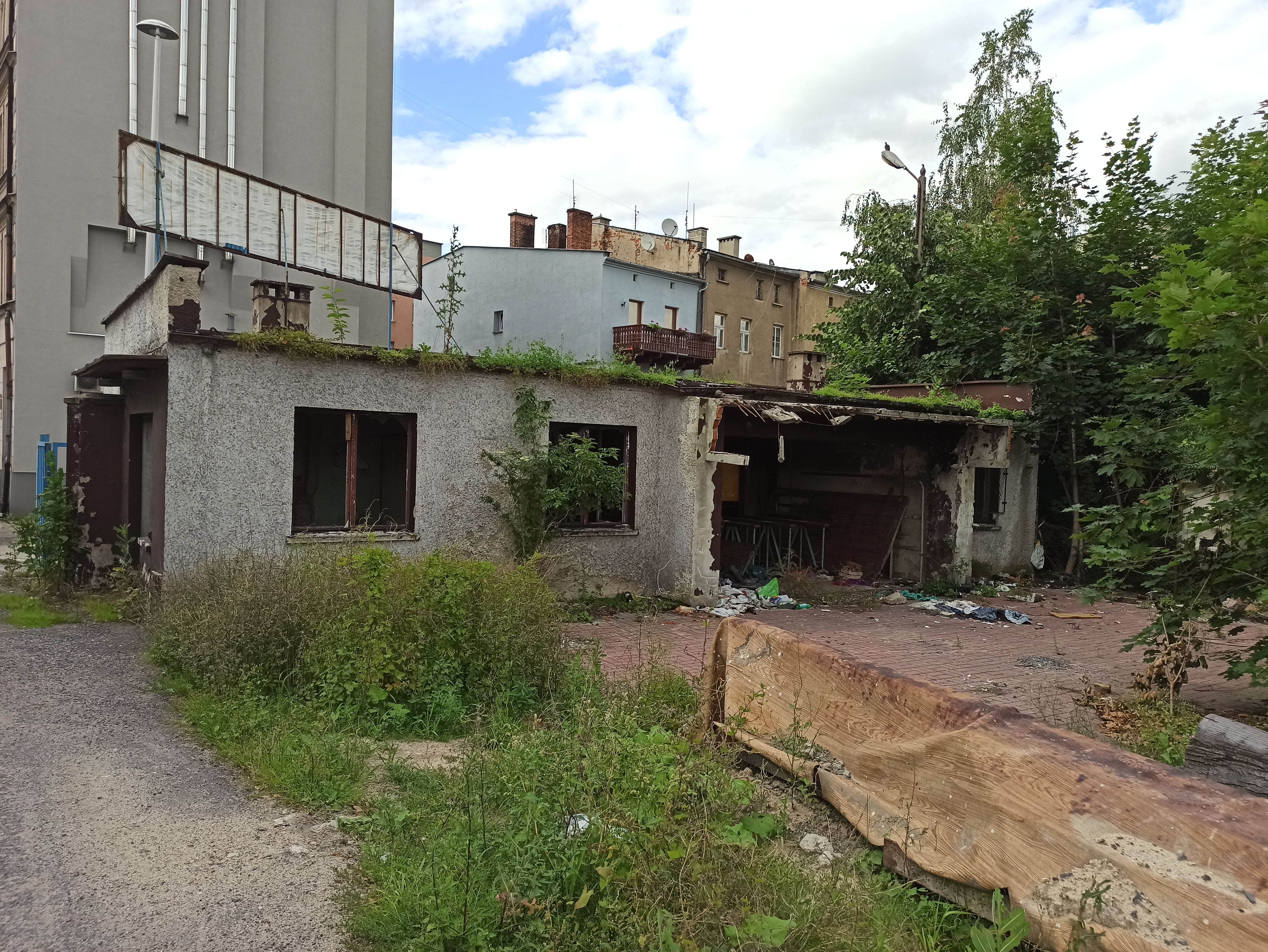
Ruina portierni zakładu (2020)

Decyzja o upadłości „Primusa” zapadła w kwietniu 2004. Fabrykę z 24 pracownikami przejął syndyk masy upadłościowej. Dokumenty finansowe firmy zabezpieczyli funkcjonariusze Agencji Bezpieczeństwa Wewnętrznego pod nadzorem Prokuratury Rejonowej w Prudniku, która wszczęła śledztwo w sprawie niegospodarności w zakładzie.

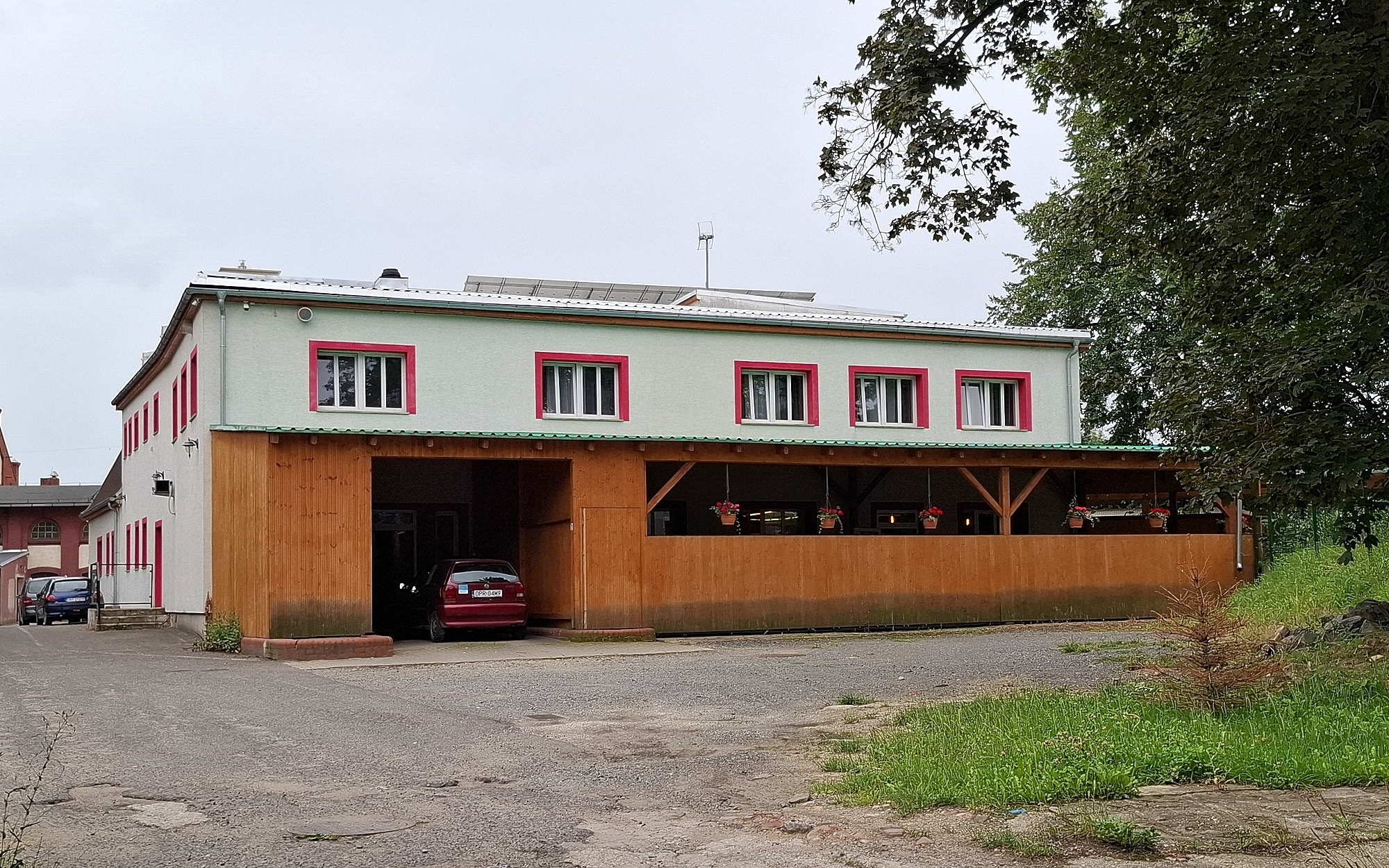
Budynek administracyjny PZO „Primus” zaadaptowany na restaurację

Budynki „Primusa” dzierżawiły firmy Temar i Demon. Podmioty gospodarcze na terenie po „Primusie” zajmowały się produkcją obuwia i mebli. Funkcjonował też warsztat mechaniczny. Proces likwidacji PZO „Primus” zakończył się w 2007. W 2020 w dawnym budynku administracyjnym zakładu otwarto restaurację „Aleja Wina”.

## Zatrudnienie
Zatrudnienie w zakładach kształtowało się na następującym poziomie:
- 1957 – 319[3]
- 1974 – 1740[3]
- 2002 – 250[13]
- 2003 – 30[13]
- 2004 – 24[13]

## Pracownicy
- Grażyna Janus
- Eugeniusz Posacki
- Radosław Roszkowski